# 谷畑聡
谷畑 聡（たにはた さとし、1975年〈昭和50年〉3月19日 - ）は、兵庫県出身の日本の俳優。身長175cm。劇団AUN所属。所属事務所はジェイ・クリップ。甲南大学経営学部経営学科中退。
趣味は料理、食べ歩き、自転車、映画観賞、音楽鑑賞、演劇観賞、落語鑑賞。

## 主な出演作品

### 舞台
- 劇団AUN「トロイアの女」（2006年、吉田鋼太郎演出、兵士役）
- 劇団AUN「終わりよければすべてよし」（2006年、吉田鋼太郎演出、兵士役）
- 劇団AUN「夏の夜の夢」（2007年、吉田鋼太郎演出、フィロストレート役）
- 劇団AUN「じゃじゃ馬ならし」（2007年、間宮啓行演出、ピーター役）
- 劇団AUN「リチャード三世」（2008年、吉田鋼太郎演出・主演、リバーズ伯/ブラッケンベリー役）
- 劇団AUN「マクベス」（2008年、吉田鋼太郎演出・主演、ドナルベーン/アンガス役）
- 劇団AUN「アントニーとクレオパトラ」（2009年、吉田鋼太郎演出・主演、キャニディアス/従者役）
- 劇団AUN「ヴェニスの商人」（2010年、吉田鋼太郎演出・主演、モロッコ大公役）
- 劇団AUN「十二夜」（2011年、吉田鋼太郎演出・主演、船長役）
- 劇団AUN「冬物語」（2011年、吉田鋼太郎演出、アンティゴナス/召使い役）
- 劇団AUN「有馬の家のじごろう」（2013年、市村直孝作演出、吉田鋼太郎主演、迫田幸吉役）
- 劇団AUN「桜散ラズ…」（2015年、市村直孝作演出、吉田鋼太郎主演、良介役）
- 「洋服解体新書」（2014年、わかぎゑふ 作・演出、洋服職人役）
- 華のん企画「チェーホフ短編集1+2」（2010年、山崎清介脚本・演出、郵便配達員役、紀伊國屋演劇賞団体賞受賞）
- 子供のためのシェイクスピア「冬物語」（2011年、山崎清介脚本・演出、道化/ダイオン役）
- 子供のためのシェイクスピア「リチャード三世」「ヘンリー六世 第3部」（2012年、山崎清介脚本・演出・主演、グレー/ブラッケンベリー/クリフォード/オクスフォード役）
- 子供のためのシェイクスピア「ロミオとジュリエット」（2015年、山崎清介脚本・演出、ティボルト/キャピュレット夫人役）
- アマヤドリ「悪い冗談」（2015年、広田淳一作演出）
- アマヤドリ「月の剥がれる」（2016年、広田淳一作演出、木下目蓮役）
- アマヤドリ「銀髪」（2017年、広田淳一作演出、歌川フジ麿役、本多劇場）
- アカデミックシェイクスピアカンパニー「タイタスアンドロニカス」（彩乃木崇之演出、ディミートリアス役）
- アカデミックシェイクスピアカンパニー「ヴェニスの商人」（彩乃木崇之演出、グラシアーノー役）
- 落伍者。（ラチェットレンチ、演出：大春ハルオ 、2014年9月26日 - 30日、てあとるらぽう[注 1]）[5]
- シラノ・ド・ベルジュラック（鈴木裕美演出、日生劇場、他）
- ヘンリー五世（吉田鋼太郎演出、彩の国さいたま芸術劇場、他）
- 劇団AUN「オセロー」（オセロー役）
- 「サヨウナラバ」（わかぎゑふ作演出、玉造小劇店、スズナリ他）
- イエローヘルメッツ「ヴェニスの商人」（山崎清介脚本演出）
- 「面影小町伝」
- グループK「泪橋エレジー」（香川耕二作演出主演）
- 椿組「丹下左膳'23」（菊池豊作、西沢栄治演出）
- イエローヘルメッツ「シンベリン」（2024年、山崎清介脚本・演出）[6]
- マクベス（2025年、吉田鋼太郎演出）[7]

### 映画
- ジュブナイル（2000年、山崎貴監督） - カップルの男性 役
- 「黄金夜叉　～虜～」（2004年、伊藤秀裕監督）
- 「ゆっきーな」（2010年、木下優樹菜 主演）
- 「さよならドビュッシー」（2013年、利重剛監督）
- 「ゴジラ2000　ミ・レ・ニ・ア・ム」（大河原孝夫監督） - 自衛隊員 役
- 「ガチャポン」（内田英治監督） - 亮に殴られる男 役
- 「世にも奇妙な物語　映画の特別編/チェス」（星護監督） -　黒い服の男 役

### テレビドラマ
- ママチャリ刑事 最終話（1999年、TBS） - 学生A 役
- 連続テレビ小説 天うらら（1998年、NHK） - 研究生役
- 新・腕におぼえあり 第四回（NHK総合） - 門弟 役
- 東京センチメンタル 第9話（テレビ東京） - 劇団員 役　※劇団協力
- 下町ロケット 第9話（TBS） - 審査官 役
- A LIFE〜愛しき人〜 第9話（2017年3月12日、TBS） - 畠山淳一 役
- 相棒 season18 第17話（2020年2月26日、テレビ朝日） ‐ 深堀久司 役
- 極主夫道 第3話（2020年10月25日、読売テレビ制作・日本テレビ）
- 24 JAPAN #23（2021年3月19日、テレビ朝日）
- キャスター 第8話（2025年6月1日、TBS） - 消防隊員 役[8]